# Peteinosaurus
Peteinosaurus es un género de pterosaurio ranforrincoideo de la familia Dimorphodontidae. Probablemente habitó en el continente de Pangea en el período Triásico a mediados del Noriense (hace unos 221-210 millones de años). Vivió en las orillas del antiguo mar de Tetis, donde hoy se encuentran las estribaciones de los Alpes, en el norte de Italia.

## Nombre
El género fue descrito por el paleontólogo alemán Rupert Wild en 1978. La especie tipo es Peteinosaurus zambellii. El nombre del género se deriva del griego peteinos, "alado" y sauros, "lagarto", siendo este último usado para nombres de reptiles. El nombre de la especie, zambellii, honra a Rocco Zambelli, el curador del museo de historia natural de Bergamo.

## Especímenes
Tres fósiles han sido hallados cerca de Cene, Italia. El primer fósil, el holotipo MCSNB 2886, es fragmentario y desarticulado. El segundo, el paratipo articulado MCSNB 3359, carece de las características diagnósticas de Peteinosaurus y por tanto podría ser una especie diferente. Este paratipo tiene una larga cola (20 cm) compuesta de largas extensiones de las vértebras; este rasgo es común entre los pterosaurios del Triásico. El tercer ejemplar es MCSNB 3496, otro esqueleto fragmentario. Todos los espcímenes son de subadultos y ninguno de ellos preserva el cráneo.
Como muchos pterosaurios, Peteinosaurus tenía huesos que eran fuertes pero muy ligeros. Peteinosaurus es además trimorfodóntico, es decir que tenía tres tipos de dientes cónicos. Se ha propuesto que Peteinosaurus era básicamente un insectívoro. El quinto dedo del pie de Peteinosaurus era largo y sin garra. Su articulación le permitía flexionarse en un plano distinto del de las otras falanges para poder controlar el cruropatagio, así como se ve en el espécimen de Sordes pilosus PIN 2585.3.

## Filogenia y clasificación
Peteinosaurus es uno de los pterosaurios más antiguos conocidos y con apenas sesenta centímetros, tenía una diminuta envergadura comparado con géneros posteriores de pterosaurios como Pteranodon cuya envergadura soprepasaba los siete metros. Sus alas eran también proporcionalmente menores que las de los pterosaurios tardíos, ya que la longitud del ala era solo el doble de larga que la de su extremidad posterior. Todos los otros pterosaurios conocidos tenían envergaduras que eran al menos el triple de la longitud de sus miembros posteriores. También tenía dientes con una sola cúspide que carecían de la especializada heterodoncia presente en otro género de pterosaurio italiano del Triásico, Eudimorphodon.
Todos estos factores juntos hacen suponer que Peteinosaurus pertenecía al grupo más basal conocido de pterosaurios: los Dimorphodontidae, al cual asignado en 1988 por Robert L. Carroll. El único otro miembro conocido del grupo es el género posterior Dimorphodon, el cual da su nombre a la familia que incluye a ambos géneros. Sin embargo los análisis cladísticos no han demostrado una conexión cercana entre ambas formas. Aun así la posible posición basal de Peteinosaurus ha sido afirmada por Fabio Marco Dalla Vecchia quien sugirió que Preondactylus, que de acuerdo con David Unwin es el pterosaurio más basal, podría ser un sinónimo más moderno subjetivo de Peteinosaurus. Un análisis cladístico de 2010 realizado por Brian Andres y colegas sitúa a Peteinosaurus en el grupo Lonchognatha el cual incluye a Eudimorphodon y a Austriadactylus como más basales.
Mark Witton, sin embargo, considera a Peteinosaurus como un verdadero dimorfodóntido.

## Literatura
- Haines, T. & Chambers, P.  2006. The Complete Guide to Prehistoric Life. Pg. 72. Canadá: Firefly Books Ltd.

- Datos: Q132958
- Multimedia: Peteinosaurus / Q132958
- Especies: Peteinosaurus